# Contea di Barbour (Alabama)
La contea di Barbour, in inglese Barbour County, è una contea dello Stato dell'Alabama, negli Stati Uniti. La popolazione al censimento del 2000 era di 29.038 abitanti. Il capoluogo di contea è Clayton.

## Geografia fisica
La contea si trova nella parte sud-est dell'Alabama e confina a est con la Georgia, da cui è separata dal fiume Chattahoochee. Secondo i dati dell'Ufficio delle statistiche statunitense (U.S. Center Bureau), l'estensione della contea è di 2.343 km², di cui 2.292 km² composti da terra e i rimanenti 51 km² costituiti da acque interne. La contea rientra nella pianura costiera orientale del golfo. Tra i maggiori corsi d'acqua c'è il fiume Choctawhatchee, che forma il confine sud-ovest; vanta una notevole varietà di biodiversità acquatica, tra cui 118 specie di pesci, 11 delle quali sono considerate a rischio. Numerosi affluenti, incluso il fiume Pea, offrono viste panoramiche e opportunità ricreative.

### Contee confinanti
- Contea di Russell - nord-est
- Contea di Quitman (Georgia) - est
- Contea di Stewart (Georgia) - est
- Contea di Clay (Georgia) - sud-est
- Contea di Henry - sud-est
- Contea di Dale - sud
- Contea di Pike - ovest
- Contea di Bullock - nord-ovest

## Storia
La contea di Barbour fu costituita il 18 dicembre 1832, alcuni anni dopo l'annessione dell'Alabama negli Stati Uniti. Il territorio della contea venne formato da parte del territorio della tribù dei nativi Creek, e da parte della contea di Pike. La contea prende il nome da James Barbour (1775-1842), XVIIIgovernatore della Virginia. I primi coloni provenivano dalla Virginia, dalla Carolina del Nord e del Sud e dalla Georgia, attraverso la Federal Road. Le prime città fondate furono Williamstown (non più esistente), Eufaula (conosciuta come Irwinton tra il 1837 e il 1843), Louisville (fondata da Daniel Lewis come postazione commerciale) e Clayton.
Il capoluogo originario fu stabilito a Louisville nel 1833, per poi essere spostato a Clayton nel marzo 1834 per la sua posizione centrale. Nel 1854 venne costruito in mattoni un tribunale, che fu ristrutturato e ampliato nel 1924. Eufaula negli anni 1870 superò demograficamente la popolazione del capoluogo; venne così approvata la legge 106 del 12 febbraio 1879, che istituì due tribunali: uno a Eufaula e uno a Clayton. Negli anni 1960 un moderno palazzo di giustizia sostituì l'edificio del diciannovesimo secolo di Clayton. Oggi entrambi i tribunali sono in funzione.

## Monumenti e luoghi d'interesse

### Aree naturali
Nella contea è parzialmente presente l'Eufaula National Wildlife Refuge. Esteso su 11.184 ettari, lungo le rive orientali e occidentali del fiume Chattahoochee, comprende zone umide, campi agricoli, boschi e praterie. Il rifugio è sede di animali molto diversi tra di loro, come Haliaeetus leucocephalus, Alligator mississippiensis, Lynx rufus e Falco peregrinus. Offre ai visitatori opportunità per la caccia, la pesca, il campeggio e le escursioni. Il Lake Point Resort State Park di circa 500 ettari, situato a sette miglia a nord di Eufaula e adiacente al rifugio, offre attività di golf, canottaggio, pesca e nuoto. Il Blue Springs State Park, vicino a Clio, ospita una piscina alimentata con acqua cristallina da una sorgente sotterranea.

## Società
Abitanti censiti (migliaia)

### Evoluzione demografica
Al censimento del 2000, risultano 29.038 abitanti, 10.409 nuclei familiari e 7.390 famiglie residenti nella contea. La densità della popolazione è di 12,67 abitanti per km². Ci sono 12.461 alloggi con una densità di 5 per km². La composizione etnica della città è 51,27% bianchi, 46,32% neri o afroamericani, 0,45% nativi americani, 0,29% asiatici, 0,03% isolani del pacifico, 0,91% di altre razze, e 0,73% meticci. L'1,65% della popolazione è ispanica.
Dei 10.409 nuclei familiari, il 33,30% ha figli di età inferiore ai 18 anni che vivono in casa, il 47,90% sono coppie sposate che vivono assieme, il 19,10% è composto da donne con marito assente, e il 29,00% sono non-famiglie. Il 26,50% di tutti i nuclei familiari è composto da singoli e il 12,10% da singoli con più di 65 anni di età. La dimensione media di un nucleo familiare è di 2,53 mentre la dimensione media di una famiglia è di 3,04.
La suddivisione della popolazione per fasce d'età è la seguente: 25,40% sotto i 18 anni, 9,30% dai 18 ai 24, 29,60% dai 25 ai 44, 22,40% dai 45 ai 64, e 13,30% oltre i 65 anni. L'età media è 36 anni. Per ogni 100 donne ci sono 106,40 uomini. Per ogni 100 donne sopra i 18 anni ci sono 106,80 uomini.
Il reddito medio di un nucleo familiare è di 25.101 dollari, mentre per le famiglie (cioè nuclei familiari con due adulti in relazione tra di loro) è di 31.877 dollari. Gli uomini hanno un reddito medio di 28.441$ contro i 19.882$ delle donne. Il reddito pro capite della città è di 13.316$. Il 26,8% della popolazione e il 21,6% delle famiglie è sotto la soglia di povertà. Sul totale della popolazione, il 37,1% dei minori di 18 anni e il 26,4% di chi ha più di 65 anni vive sotto la soglia di povertà.

## Cultura

### Istruzione
Il sistema scolastico della contea di Barbour e il sistema scolastico comunale di Eufaula danno lavoro a circa 500 insegnanti e amministratori che guidano più di 4.000 studenti in 11 scuole primarie e secondarie. Uno dei primi college biennali stabiliti in Alabama, il George C. Wallace Community College, ha un suo campus ad Eufaula. Il college è riconosciuto in tutta la nazione per i suoi programmi sanitari e infermieristici. Nel 2003 la Historic Chattahoochee Commission (HCC) ha creato il Chattahoochee Agri-Tourism Project, con sede a Eufaula e Buena Vista, in Georgia, per promuovere l'agricoltura biologica, il marketing, l'agriturismo e l'uso sostenibile del territorio nella regione.

## Economia
Fino alla metà del XX secolo, l'agricoltura era l'occupazione prevalente della maggior parte dei residenti della contea di Barbour e numerose attività, come sgranatrici e magazzini, sorsero a Eufaula. La coltivazione del cotone dominò l'economia della contea fino alla fine del XIX secolo, quando gli agricoltori si diversificarono nella coltivazione di grano, noce pecan e arachidi. Le praterie ondulate della zona fornivano anche buoni terreni da pascolo per i bovini. L'economia si concentrò principalmente sull'agricoltura fino agli anni '60, quando le abbondanti foreste di pino e legno di Barbour attirarono l'industria del legname.

### Occupazione
La forza lavoro nell'attuale contea di Barbour è suddivisa tra le seguenti categorie professionali:
- Produzione (30,0%)
- Servizi educativi, assistenza sanitaria e assistenza sociale (14,4%)
- Commercio al dettaglio (11,0%)
- Trasporto e magazzinaggio (9,0%)
- Pubblica amministrazione (6,9%)
- Costruzione (6,5%)
- Arte, intrattenimento, svago e servizi di alloggio e ristorazione (4,6%)
- Servizi professionali, scientifici, di gestione, amministrativi e di gestione dei rifiuti (4,0%)
- Agricoltura, silvicoltura, pesca e caccia ed estrattiva (4,0%)
- Finanza e assicurazione, immobiliare, noleggio e leasing (3,9%)
- Altri servizi, ad eccezione della pubblica amministrazione (3,9%)
- Commercio all'ingrosso (1,7%)
- Informazioni (0,1%)

## Infrastrutture e trasporti

### Principali strade ed autostrade
Le principali vie di trasporto che attraversano la contea sono:
- U.S. Highway 82
- U.S. Highway 431
- State Route 10
- State Route 30
- State Route 51

### Aeroporti
L'aeroporto municipale di Clayton (situato a Clayton) e il Weedon Field Airport (situato a Eufaula) sono gli unici aeroporti pubblici della contea di Barbour.

## Comuni
- Bakerhill - town
- Blue Springs - town
- Clayton - town
- Clio - city
- Eufaula - city
- Louisville - town